# Andrés Bernardo de Zamudio y de las Infantas
Andrés Bernardo de Zamudio y de las Infantas (Lima, 20 de agosto de 1657 - 22 de septiembre de 1730) fue un sacerdote y catedrático criollo, de origen andaluz, que ejerció altos cargos eclesiásticos y académicos en el Virreinato del Perú. Rector de la Universidad de San Marcos.

## Biografía
Sus padres fueron el sevillano Ordoño de Zamudio y Medina, alcalde ordinario de Lima, y la limeña María de las Infantas y Venegas. Hermano mayor de los primeros marqueses de Villar del Tajo. Cursó estudios en el Seminario de Santo Toribio, y luego obtuvo el grado de Doctor en Teología en la Universidad de San Marcos. Pasó a España, estableciéndose en Sevilla, pasando luego a Madrid donde fue investido con el hábito de caballero de la Orden de Santiago en 1689. Nombrado capellán honorario del Rey y Comisario de la Santa Cruzada, retornó a Lima.
Fue incorporado al Cabildo Metropolitano de Lima, como canónigo (1691), integró una comisión designada para examinar y corregir las reglas a las cuales se sujetaban las ceremonias del coro (1698), y por elección del claustro, ejerció el rectorado de la Universidad de San Marcos.
En representación del cabildo se trasladó a Chancay, para dar la bienvenida al virrey Marqués de Castelldosrius (1707); y a Santa, para presentar el saludo de la corporación al arzobispo Diego Morcillo Rubio de Auñón durante su visita a los conventos de Lima (1724), en cumplimiento de su obligación pastoral. Pasó a ser arcediano (1726) y le tocó presidir el cabildo en sede vacante.
| Predecesor: José Bermúdez de la Torre y Solier | Rector de la Universidad de San Marcos 1700 - 1702 | Sucesor: José González Terrones |